# Fàbrica del Salt
La Fàbrica del Salt, també coneguda com la Fàbrica de l'Aranya, fou una fàbrica tèxtil i de filats situada al Camí de la Cova, núm 1, de Manresa (Bages) projectada el 1861. La xemeneia de la fàbrica és una obra protegida com a bé cultural d'interès local.

## Història
La construcció de la fàbrica fou el 1862, i un any després entrà en funcionament. Aprofitava la força del principal salt d'aigua del torrent de Sant Ignasi. Posteriorment, també es va conèixer com a Fàbrica de l'Aranya, que era el nom de l'empresa de cintes elàstiques que en va ocupar una part durant els anys setanta i vuitanta.
L'any 2006 es va enderrocar la part modernista d'aquesta fàbrica, cosa que va causar una inclinació de la gran xemeneia de totxo vist, que es va haver de rehabilitar. Actualment la primera planta de l'edifici acull la Mesquita al Fath de la comunitat islàmica de Manresa. A finals de la dècada de 2010 es van projectar obres de reforma en dues fases. La primera fase consistia en fer una escala i un ascensor on abans hi havia una rampa, així com una sortida d'emergència que connectarà amb la plaça de Salt, costa 280.000 euros i l'Ajuntament n'aporta el 64%. La segona fase va consistir en la reforma de l'accés principal, costarà 600.000 euros i ho pagarà l'associació islàmica íntegrament. Tot plegat estava previst que s'acabés a mitjans de 2019.

## Xemeneia
La Xemeneia de la fàbrica és inclosa en l'Inventari del Patrimoni Arquitectònic Català. És de forma troncocònica, bastida en totxo aplantillat i acabat en motllures de secció circular que reforcen el contingut del coronament. La xemeneia va ser reformada fa poc.